# Гладкий Віталій Дмитрович
Віта́лій Дми́трович Гладки́й (*26 квітня 1947, Ярошівка) — український прозаїк, засновник премії імені М. Старицького за найкращий історичний роман чи повість. Лауреат премії імені В. Короленка.

## Біографія
Народився 26 квітня 1947 р. в с. Ярошівка Роменського району Сумської області. Прямий нащадок останнього кошового отамана Задунайської Січі і першого наказного отамана Азовського козацького війська Йосипа Гладкого.[джерело?][ненейтрально]
Закінчив Глинський індустріальний технікум та Донецький політехнічний інститут. Займався спортом — боксом, вільною боротьбою, карате. На підприємствах Донецька працював слюсарем, майстром, начальником зміни, інженером-конструктором, начальником технологічного бюро. Служив в армії (Красноярський край), в авіаційних частинах. Після служби продовжив трудитися на підприємствах Донбасу, потім виїхав на Колиму. Працював там газоелектрозварником на заводі з ремонту бульдозерів, штукатуром-малярем, теслею, бетонником, художником-оформлювачем і мисливцем-промисловиком. Пробув у районах Крайньої Півночі дев'ять років. Після повернення з Колими працював генеральним директором видавництва «Отечество». Пише російською та українською мовами.